# Gaetano Cicognani
Gaetano Cicognani (Brisighella, 26 de novembre de 1881 – Roma, 5 de febrer de 1962) va ser un religiós i diplomàtic italià.

## Biografia
Va néixer a Brisighella, Província de Ravenna, el 1881. El seu germà petit, Amleto Giovanni Cicognani, va ser també cardenal. El 1904 va ser ordenat sacerdot a Faenza. El 1925 va ser nomenat arquebisbe titular de Ankara i nunci apostòlic de Bolívia, iniciant una carrera com a diplomàtic de la Santa Seu: de Bolívia va passar el 1928 a Perú, càrrec en el qual va estar fins al 1936; en aquesta data va ser destinat a Àustria, destinació que va ocupar fins al 1938; finalment, va ser nunci a Espanya, on va exercir fins al 1953.
Durant la seva Nunciatura Apostòlica a Espanya va ser un dels impulsors del XXXV Congrés Eucarístic Internacional, celebrat a Barcelona el 1952. Per aquest motiu, té dedicada una plaça a Barcelona, al barri del Congrés.
El 1953 va ser nomenat cardenal prevere de Santa Cecilia pel papa Pius XII, així com prefecte de la Sagrada Congregació de Ritus. A l'any següent va rebre el càrrec de pro-prefecte del Tribunal Suprem de la Signatura Apostòlica, en el qual va estar fins al 1959. Al mes de retirar-se va ser nomenat cardenal bisbe de la seu suburbicària de Frascati. Va participar en el conclave de 1958, en el qual va ser triat papa Joan XXIII.